# Westport, New York
Westport är en ort i Essex County i delstaten New York, USA.